# Chikkahonasettihalli, Mulbagal
Chikkahonasettihalli là một làng thuộc tehsil Mulbagal, huyện Kolar, bang Karnataka, Ấn Độ.